# Cho Dong-gi
Dans ce nom coréen, le nom de famille, Cho, précède le nom personnel.
Cho Dong-Gi, (en coréen : 조동기), né le 21 mai 1971 dans le Gangwon, en Corée du Sud, est un ancien joueur sud-coréen de basket-ball.